# Hrabstwo Vance
Hrabstwo Vance (ang. Vance County) – hrabstwo w stanie Karolina Północna w Stanach Zjednoczonych.

## Geografia
Według spisu z 2000 roku obszar całkowity hrabstwa obejmuje powierzchnię 270 mil2 (699 km²), z czego 254 mile2 (658 km²) stanowią lądy, a 16 mil2 (41 km²) stanowią wody. Według szacunków United States Census Bureau w roku 2012 miało 45 132 mieszkańców. Jego siedzibą administracyjną jest Henderson.

### Miasta
- South Henderson (CDP)
- Kittrell
- Henderson
- Middleburg